# Currito de la Cruz
Currito de la Cruz, il secondo romanzo dello scrittore e giornalista spagnolo Alejandro Pérez Lugín, fu pubblicato nel 1921 dapprima come romanzo d'appendice e poi in volume, divenendo fin dall'inizio un successo e confermando il grande apprezzamento che il pubblico e la critica avevano per l'autore, divenuto famoso pochi anni prima per La casa de la Troya.
Tra il 1926 ed il 1965 di questo romanzo sono state realizzate ben cinque trasposizioni cinematografiche, la prima delle quali ad opera dello stesso Pérez Lugín e di Fernando Delgado.

## Trama
Currito è un giovane orfano che riesce a realizzare il proprio sogno, diventare un torero. Seguendo il suo idolo Manuel Carmona si innamora della figlia, Rocío, che però non lo corrisponde e cede al corteggiamento del grande rivale di Currito, il torero Romerita. A questo punto la vita e la carriera di Currito sprofondano nel buio fino a che non decide di correre in soccorso della propria amata che, nel frattempo, era stata abbandonata da Romerita dopo aver avuto un figlio. Così Currito riesce a realizzare le proprie aspirazioni, tornando a vincere nelle arene e sposando la donna amata.

## Caratteristiche narrative
Anche in quest'opera, come nella precedente, Pérez Lugín utilizza nei dialoghi e nelle descrizioni un linguaggio popolare che riesca a rendere facilmente intuibile il contesto nel quale si svolgono i fatti. In questo è facilitato anche dal fatto che per alcuni anni aveva svolto il mestiere del giornalista, periodo nel quale era stato molto a contatto con il mondo della tauromachia, che stava vivendo in quegli anni la sua età dell'oro. Proprio per la fedeltà alla realtà questo romanzo divenne il più popolare tra i romanzi trattanti queste tematiche.